# Aphilopota statuta
Aphilopota statuta là một loài bướm đêm trong họ Geometridae.